# Консепсион (Тексас)
Консепсион (енгл. Concepcion) насељено је место без административног статуса у америчкој савезној држави Тексас.

## Демографија
По попису из 2010. године број становника је 62, што је 1 (1,6%) становника више него 2000. године.
| Група             | 2000.       | 2010.       |
| Белци             | 0 (0,0%)    | 0 (0,0%)    |
| Афроамериканци    | 0 (0,0%)    | 0 (0,0%)    |
| Азијати           | 0 (0,0%)    | 0 (0,0%)    |
| Хиспаноамериканци | 61 (100,0%) | 62 (100,0%) |
| Укупно            | 61          | 62          |